# 马占武
马占武（1964年11月—），男，安徽人，中华人民共和国外交官，曾任中华人民共和国驻加尔各答总领事。

## 生平
马占武先后毕业于华东师范大学、外交学院和南开大学。1992年，进入中华人民共和国外交部工作，先后在外交部翻译室、驻加拿大大使馆、外交部北美大洋洲司任职。2003年，挂职云南省金平苗族瑶族傣族自治县副县长。2004年，任驻美国大使馆参赞。2008年，任外交部北美大洋洲司参赞。2011年，任外交部香港澳门台湾事务司参赞，后升任副司长。2015年9月，出任中华人民共和国驻加尔各答总领事。2018年10月，自驻加尔各答总领事离任。

## 家庭
已婚，有一女。